# Adam Rafferty (wielrenner)
Adam Rafferty (4 oktober 2005) is een Iers wielrenner. Hij is de jongere broer van wielrenner Darren Rafferty.

## Carrière
Als eerstejaars junior, in 2022, werd Rafferty derde in het nationale kampioenschap tijdrijden, achter Conal Scully en Quillan Donnelly. Later dat jaar werd hij onder meer zesde in de Chrono des Nations. In zijn tweede seizoen als junior werd Rafferty nationaal kampioen tijdrijden. Later dat jaar werd hij achtste in de tijdrit op het wereldkampioenschap en tiende in die op het Europese kampioenschap.
In 2024, zijn eerste jaar als belofterenner, maakte Rafferty de overstap naar Hagens Berman Jayco. In juni van dat jaar werd hij nationaal kampioen tijdrijden in zijn categorie. Hij werd opnieuw geselecteerd voor het wereldkampioenschap, waar hij tiende werd in de tijdrit voor beloften, zestien seconden langzamer dan zijn oudere broer. In juni 2025 won hij een etappe in de Ronde van Italië voor beloften, daags na de zege van zijn landgenoot en vriend Seth Dunwoody. Later die maand prolongeerde hij zijn nationale tijdrittitel.

## Overwinningen
2023
 Iers kampioen tijdrijden, Junioren
2024
 Iers kampioen tijdrijden, Beloften
2025
5e etappe Ronde van Italië, Beloften
 Iers kampioen tijdrijden, Beloften

## Ploegen
- 2024 –  Hagens Berman Jayco
- 2025 –  Hagens Berman Jayco